# Число Прандтля
Число Прандтля ({\displaystyle \mathrm {Pr} }) — один из критериев подобия тепловых процессов в жидкостях и газах, учитывает влияние физических свойств теплоносителя на теплоотдачу:
{\displaystyle \mathrm {Pr} ={\frac {\nu }{\alpha }}={\frac {\eta c_{p}}{\varkappa }},}
где
{\displaystyle \nu ={\frac {\eta }{\rho }}} — кинематическая вязкость;
{\displaystyle \eta } — динамическая вязкость;
{\displaystyle \rho } — плотность;
{\displaystyle \varkappa } — коэффициент теплопроводности;
{\displaystyle \alpha ={\frac {\varkappa }{\rho c_{p}}}} — коэффициент температуропроводности;
{\displaystyle c_{p}} — удельная теплоёмкость среды при постоянном давлении.
Названо в честь немецкого физика Людвига Прандтля, изучавшего вопросы тепло- и массообмена в пограничных слоях.
Число Прандтля связано с другими критериями подобия — числом Пекле {\displaystyle \mathrm {Pe} } и числом Рейнольдса {\displaystyle \mathrm {Re} } соотношением {\displaystyle \mathrm {Pr} ={\frac {\mathrm {Pe} }{\mathrm {Re} }}}.

## Характерные величины
Число Прандтля — физическая характеристика среды и зависит только от её термодинамического состояния.
У газов число Прандтля с изменением температуры практически не изменяется (для двухатомных газов {\displaystyle \mathrm {Pr} \geqslant 0{,}72}, для трёх- и многоатомных газов {\displaystyle 0{,}75\leqslant \mathrm {Pr} \leqslant 1}).
У неметаллических жидкостей число Прандтля изменяется с изменением температуры тем значительнее, чем больше вязкость жидкости (например, для воды при 0 °C {\displaystyle \mathrm {Pr} =13{,}5}, а при 100 °C {\displaystyle \mathrm {Pr} =1{,}74}; для трансформаторного масла при 0 °C {\displaystyle \mathrm {Pr} =866}, при 100 °C {\displaystyle \mathrm {Pr} =43{,}9} и т. д.). Для раствора соли в воде при н. у. {\displaystyle \mathrm {Pr} =6{,}7}.
У жидких металлов {\displaystyle \mathrm {Pr} \leqslant 1} и не так сильно изменяется с температурой (например, для натрия при 100 °C {\displaystyle \mathrm {Pr} =0{,}0115}, при 700 °C {\displaystyle \mathrm {Pr} =0{,}0039}).